# Lauterach (Germania)
Lauterach è un comune tedesco di 604 abitanti, situato nel land del Baden-Württemberg.